# ゲルスイント (小惑星)
ゲルスイント (686 Gersuind) は小惑星帯に位置する小惑星である。ハイデルベルクでアウグスト・コプフによって発見された。
ゲアハルト・ハウプトマンの戯曲『ゲルスイント』の登場人物にちなんで名づけられた。